# James Wharton (homme politique)
Pour les articles homonymes, voir James Wharton et Wharton.
James Stephen Wharton, né le 16 février 1984 à Wolviston, est un avocat, politique britannique.
De 2016 à 2017, il est ministre au Développement international dans le premier gouvernement de Theresa May.

## Biographie
Scolarisé au St. Peter's School à York, il poursuit ses études à l'université de Durham où il reçoit un LLB (Licencié en droit).
Membre du Parti conservateur, il fait son entrée au Parlement en 2010 comme député de Stockton-Sud, dans le comté Durham.
Sous-secrétaire d'État parlementaire aux Communautés et au Gouvernement local sous Cameron, il est nommé par la première ministre Theresa May au Développement international en 2016.
Il perd sa circonscription face au Parti Travailliste lors des élections générales britanniques de 2017. Il est fait pair à vie le 20 septembre 2020.